# ゴティックメード
ゴティックメード (GOTHICMADE) は、漫画『ファイブスター物語』および映画『花の詩女 ゴティックメード』に登場する架空のロボット兵器の呼称。略称はGTM。
『月刊ニュータイプ』2013年5月号における『ファイブスター物語』の連載再開以降、それまで登場していたモーターヘッドから差し替えられる形で登場している。

## 概要
正式名称は「パンツァー・カンプフ・ロボーター（Panzer Kampf Roboter）」。「ハーモイド・システム」という半永久機関によって動く全高およそ25m程の人型戦闘兵器で、劇中の主な舞台となる「星団暦」の時代より以前の「AD世紀」の5000年代、炎の女皇帝の時代に誕生した物とされている。
GTMは「汎用主力兵器」としてあらゆる場面においてその他の兵器を凌駕し、戦争そのものがこのGTMを中心に行われる。GTMに搭載されるハーモイド・エンジンは巨大な戦艦や宇宙船の物よりも遥かに高出力になっており、その天文学的な出力エネルギーは馬力に換算すると「京」を超え、戦闘時の全身の稼働速度は亜光速（それも99.9999････%のほぼ光速)に達する程（テレポートにおいては光速を超える）。反面、高すぎる出力から騎体発熱の問題を抱えており、戦闘後には騎体を強制冷却する必要がある。この問題は「破烈の人形」をはじめとした駆逐用など単体での戦闘力・攻撃力を高めたGTMほど稼働時間が限定されるという大きな問題となっている。
その人類史上最強の戦闘兵器は「ウォーキャスター」と呼ばれる者たちによってのみ操縦することが可能（専門的な教練を全く受けていない「操者」でもGTM自身のコントロールシステムにより思うがままに完動させられるが、それはあくまでウォーキャスター向け拡張操作機能を用いることなくGTM自身に「動いてもらっている」形であって本来の性能は発揮されておらず、その状態でも通常兵器が相手であれば無敵であるものの、ウォーキャスターが駆るファティマ搭載のGTMを相手にした場合たとえ100騎がかりであっても敵機の捕捉すら出来ずに全滅するためにそうした運用はまず行われない）で、通常の人間とは桁が違う筋力と反応速度（もっとも顕著な例は「騎士としては非常に弱い」と称されながらも、天位騎士クライマー・パイドル操るホウライを決して見失うことのなかったワスチャ・コーダンテである）を持つ彼らは「騎士」（他の自称・俗称として「ヘッドライナー（天を獲る者）」、「シバレース」）と呼ばれている。この騎士とGTMの能力が組み合わさることによって、GTMは「GTM以外に破壊不可能」と言われる。
騎士が機体の操作に専念するのに対して、機体の制御は「シン・ファイア」と呼ばれるガス状の人工頭脳が行っていたが、星団暦2310年に人工生命体「ファティマ」・兵器名「オートマチック・フラワーズ (AF)」が誕生すると、以降はほぼ全てのGTMがファティマ搭載型へと移行している。
GTMはそれぞれが人工知能と未成熟な個我とを備えた機械的生物的な側面を持つ。この個我はおおよそが幼く（ユーゾッタに攻撃を受けたデモール・ゾロの人工知能はひたすら「コワイ」と訴え続けていた）、戦略兵器としてはパフォーマンスを阻害するボトルネックともなりうるが、それらを宥め、万全の性能を発揮させるよう「母」として慮り精神安定をもたらすのもファティマの役割である（逆に、ヒュートランのようにGTMを恫喝することで強制的に働かせる恐るべきファティマも存在する）。一方、身体構造的な問題から、エトラムル・ファティマは根本的な問題としてこの「母」としての能力が絶対値で不足しており、結果これがエトラムル制御のGTMとファティマ制御のGTMとの性能差に繋がっている。また、MGPやハロ・ガロ等一部のGTMは限定的ながらも自力で機体を動作させられる程度の高度なメンタルを保持している。Z.A.Pに至っては、通常のGTMとはまったく逆で、意図的に刷り込まれた破壊本能の暴走を抑え込み制御するための「部品」としてファティマと騎士が必要となっている。
物語上では天照大御神の娘で全能神のカレンがクラスファー（大雲上）と共にモーターヘッドからゴティックメードへと世界の概念を変更した際、記憶の変更を行い損ねた一人だけがまだ特定のモーターヘッドの名前を覚えているという（「44分間の奇跡」に大きく関わるため、彼女への再度の記憶変更はシルヴィスの意思により見送られた）。

### GTMの構造
GTMの外見は長い首や折れ曲がった関節、細く小さな胴体に対して巨大な手などで構成された異様なシルエットをしている。その最大の特徴はツインスイングと呼ばれる独特の駆動システム。2本1組の背骨と脊椎からなるフレームと装甲がそのまま骨格となるツインスイング関節によって全身が構成されている。肘や膝の関節がオフセットされているのは、スイングの移動距離を伸ばし、関節の可動領域を広げるため。
人間同様、GTMもフレームの歪みや動力部の不具合が腕部ツインスイングの不調や消耗といった、一見無関係な場所へのトラブルに繋がることもある。これらは場合によっては整備専門のベテラン技術者でさえ原因を把握できない。これを解決するには高レベルのスライダーやガーランドによる診断が必要となる。
なお、フレームには異なる複数のタイプがあり、フレーム・タイプによって異なる特性を持つ。
- アウトメタ：炎の女皇帝が開発。全てのGTMの大元とも言える。主な採用GTMはシュッツィエン。
- スミロ・フレーム：アウトメタをリバースエンジニアリングしたもの。開発にはカリギュラも協力している。現存する採用GTMはアマテラス家のモルフォ型のみとされている。
- ライオン・フレーム：ブラウニー・ライドが設計・開発。スミロ・フレームを基にした大型で高出力・重装甲の堅牢なフレーム。主な採用GTMはホルダ31型ユーレイ、バーガ・ハリ。
- ライオン・デトニクス・フレーム：機動力と運動性能向上を目的として、ライオン・フレームを切り詰めたフレーム。ルミラン・クロスビンが再設計。採用GTMはオスカードとダッカス・ザ・ブラックナイトの二騎のみ。
- パンター・フレーム：星団暦2000〜3000年代で最もポピュラーなフレームで80％ものGTMに採用されている。マウザーとキルス・レミントン伯爵の共同開発。ランニングコストがライオンフレームの半分以下と安く、中小規模の国家にも戦力拡大の途を拓いた。主な採用GTMはボルドックスX-9、カーバーゲン、ホウライ。
- レオパルト・フレーム：フラム・アトワイト開発。主にグリット・ブリンガー、ハイファ・ブリンガー等A.K.Dの主力騎が採用。
- プーマ・フレーム：ライオン・フレームをチータ並みに小型圧縮した最新フレーム。採用GTMはドージョージ型（ラミアス）。
- ティーガー・フレーム：ストーイ・ワーナー（エルディアイ・ツバンツヒ）開発。変形機構を備える。主な採用GTMはMk2、Mk3リッタージェット（破烈の人形）、Mk3マッハシャルトマ。
- チータ・フレーム：マール・クルップとルミラン・クロスビンが共同開発したフレーム。小型ながら骨太で四肢が長くライオン・フレームに匹敵する出力比を誇る。主な採用GTMはHL1、ジ・エンドレス。
- ティティン・フレーム：アマテラスがZ.A.P用に開発した新規フレーム。採用GTMはファルトリム・ブリンガー、Z.A.P、帝騎マグナパレス。
- ジャグワ・フレーム：マウザーがミラージュ入りしてから開発したフレーム。採用GTMはマイティシリーズ。

などが存在する。

## 主なGTM一覧
作品に登場する主な国別のGTMの一覧。ただし、個人および一族所有の機体や譲渡・接収・貸与、輸出入など様々な事情で国家や騎士団の幅を越え幅広く使用されている機体も多い。

### A.K.D.
国家の詳細はA.K.D.参照

#### ミラージュ騎士団
Z.K.K.M.（ツァラトウストラ・クリーグ・カンプリッター・ミラージュ）炎戦幻像騎士団
天照帝の個人騎士団。GTM：3000騎以上。

#### ミラージュ・シリーズ
ブリンガー・シリーズとも呼ばれる。レオパルト・フレームが基本構造であるものの、騎によっては特別なフレームやエンジン、更には天照制作以外の騎体も存在する。搭載されるハーモディック・エンジンは「ハー閃1014エンジン」と「ハー閃1015エンジン」が殆どで単体での出力は「ハー閃1015エンジン」の方が高い。
A型・イーアー：アフォート・ブリンガー
C型派生のB型補助重装GTM。レオパルト・フレーム。「ハー閃1015エンジン」を1基搭載。旧ルージュ・ミラージュ。
B型・イービー：ツァラトウストラ・アプターブリンガー
ミラージュ騎士団の"スーパーロボット"。略称「Z.A.P.」「ツァラトラ」「ツァラトラAp-B」。白色半透明装甲と完全透明装甲で、なおかつ箇所によっては発光するヘリオス装甲を持つ。最大馬力は数値による置き換えは不可能である。生産騎数は未公表であるが少なくとも15騎、星団歴4100ごろには24騎ほどが確認されたとされる。帝騎マグナパレスと同様のティティン・フレームに「ハー閃1014エンジン」を両脚に1基ずつ2基搭載し、他を凌駕する出力と絶大な戦闘能力を示す象徴とも言える武装のレールプラズマ砲「フレームランチャー」は3159年以降、星団を恐怖に陥れた。メインフレームが脚部を貫く特殊な構造で、エンジンの放熱やフレームランチャーの反動抑制に用いられる、かかとから後方に伸びる「アンクルクレーン」と呼ばれる機構を持った奇怪な脚部、突き出た2本の角プラズマランチャーの「チェーンホーン」とその後部に「ヘッドバック・ハロ」、エネルギーを放出する巨大な後頭部と背中のドレイン・ケープ「ベンダー・ウィグ」、腰部の放電システム「スタティック・ロングテール」が特徴。J型駆逐戦闘兵器と全く同じ出力を持つ。複数のファティマが並列制御する「ストライパー・システム」により巨大な出力を制御している。ファティマでさえ完全制御が難しく集団戦闘のみを前提に作られている。ただし3960年の対ダッカス戦を唯一の例とするものの、超弩級のファティマなら単機でも稼働させる事が可能ではある。4100年までの出撃回数はわずかに7回のみとなっている。チェーンカートリッジ搭載バスターランチャーを装備可能。旧L.E.D.ミラージュに相当。
B2型：バビロンズB2 雷丸
天位騎士ファルク・U・ログナー乗騎。設計はダイアモンド・ニュートラル。別名雷丸その参。旧B2バビロンズに相当。
B3型：ブリンガーB3 賽星（さいせい）
天位騎士ジャコー・クォン・ハッシュ乗騎。設計はダイアモンド・ニュートラル。別名B3型ミラージュ。旧ハイドラ・ミラージュ彗王丸に相当。
B4型-1：ブリンガーB4 火之姫一重二重（ヒノヒメ・ヒトエフタエ）
剣聖マキシ・カイエン乗騎。設計はダイアモンド・ニュートラル。別名B4型ミラージュ。ジャグワ・フレーム使用。旧暁姫に相当。
B4型-2：ブリンガーB4-2
ボスヤスフォートとの最終決戦で失われたB4の再製作騎。カイゼリンと引き換えにデプレに預けられていたが、スタント遊星攻防戦で再びマキシが騎乗する。
C型：キャメラート・ブリンガー
レオパルト・フレーム。「ハー閃1015エンジン」を1基搭載。ゴーズ騎士団やバビロン王国騎士団に配備され50騎以上生産された。元は本騎をベースに索敵機能強化型としてG型が設計されたが、ミラージュでG型が標準化した事で逆に「G型の簡易仕様型」的位置付けとなっている。旧クロス・ミラージュ雄型に相当。
D型・イーダー帝騎マグナパレス
星団暦2988年に完成した黄金のGTM。天照王朝とミラージュ騎士団の旗騎。正式名称は「帝騎マグナパレス」もしくは「神器·ナイト·オブ·ゴールド·マグナパレス」であり略称は「MGP」。B型ミラージュの「ツァラトウストラ・アプターブリンガー」と同じティティン・フレームに「ハー閃1014エンジン」を両脚に1基ずつ2基搭載するが、構造的には変形機構を持っていたり、3段折りのバスターランチャー・ラピデアカノンを標準装備するなど、まったく別物のGTMとなっている。Z.A.P.と同じく脚部にアンクルクレーンを備えている。格子蒸化装甲（ヴェーパー・ラティス・ラミネート）技術により純金が透明なヘリオス装甲でサンドイッチされている。型番は後だがZ.A.P.より先に完成した。実験的要素が多く含まれ3100年代に入っても非常に不安定な騎体。旧ナイト・オブ・ゴールド（ディスティニー・ミラージュ）に相当。
アマテラスの娘カレンと共にタイカ宇宙へと赴いた際はMMTとして改修された。
D2型：帝騎メガロコート
天照が開発したブリンガー・シリーズのひとつ。黄金に輝く天照王朝の帝騎、その2号騎に当たる。別名パトラクシェ・ブリンガー。旧パトラクシェ・ミラージュに相当。
E型・イーイー：エンツート・ブリンガー
J型駆逐戦闘兵器の試作騎体。ティティン・エンパー・フレーム。「ハー閃1014エンジン」を2基搭載。旧インペリアル・ミラージュに相当。
F1型：フルトリム・ブリンガー
旧フレームミラージュに相当。
F2型：フォクスライヒバイテ
アイシャ・ルーマー女王乗騎。単騎製造された特殊な騎体。星団3大GTMを上回る高コスト。Z.A.P.やMGP、J型駆逐戦闘兵器同様に「ハー閃1014エンジン」を両脚に1基ずつ2基搭載。頭部側面に長く伸びた冷却ラジエター。背面に巨大なマント状の自在に稼働する放熱板「アクティブ・フライヤー」脚部に「アンクルクレーン」を備えている。「アクティブ・フライヤー」の本来の目的はマウントレールで頭部の冷却ラジエターは何かを固定するスタビライザーも兼ねている。複数のファティマが並列制御する「ストライパー・システム」により巨大な出力を制御している。エネルギー反射パネル「アクティブ・ウェポン・リアクター」を装備。初陣の3032年のベラ国攻防戦で戦の勝敗を決定付けたGTM。旧フレームハカランダに相当。
G型・イーガー：グリット・ブリンガー
ミラージュ・AKDの主力GTM。右目には15個の索敵眼球を供える複眼ユニット、頭部には左右非対称の全周波数索敵アンテナと探査ロボット「ビヨンド・シーカー」装備と強力な索敵探査機能を持つ。元々はC型の索敵機能強化型として設計されたが、他の騎士団を指揮する事も多いミラージュでは最終的にはこちらが標準となっている。運用に難のある他のミラージュGTMと異なり、C型同様に一般のGTMと比較しても汎用性・稼働率の高い設計になっている。レオパルト・フレーム。「ハー閃1015エンジン」を1基搭載。装甲色はレモンイエローが基本だが騎士により多くのバリエーションが見られる。3032年のベラ国攻防戦でキュキィ機として作品内初登場（ただし13巻でカ・レが調整を行っている）。旧クロス・ミラージュ雌型に相当。
H型・イーハー：ハイファ・ブリンガー
隠密任務用GTM。G型の基本性能を持ち。さらに隠密性を向上したGTM。主にステートバルロ・カイダとアーレン・ブラフォードが使用。投擲武器にもなるバルバラ・ガットブロウ、偵察用装備グラン・シーカー、ビヨンド・シーカーを装備する。レオパルト・フレーム。「ハー閃1015エンジン」を1基搭載。3032年のベラ国攻防戦でカイダ機・ブラフォード機として作品内初登場。旧テロル・ミラージュに相当。
フレームやエンジンの特性上、H型はG型と機体設計に互換性を持つため、換装稼働が可能となっている。このため、H型は標準で2騎、最大5騎が同時配備されていたという。
J型・イーヤー：J型駆逐戦闘兵器 ツァラトウストラ・グローサー・デトネーター
炎砲（イエンホウ）
翠帯（リョクタイ）
全長200メートル超の超巨大GTM。ティティン・エンパー・フレーム。「ハー閃1014エンジン」を2基搭載。「アンクルアンカー」を装備している。旧ヤクト・ミラージュに相当。
R型・イーアル：リューガル・ブリンガー
C型派生の駆逐型。B型のパーツが使われている。ジャグワ・フレーム。「ハー閃1015エンジン」を1基搭載。旧ルガー・ミラージュ。
S型：スピードミラージュ
S1「スカイアギフト」(Mk7)とS2「ウーラソニック」(Mk9)の2機が存在。型式はMirage S型。ゲートシオンMk.2と同じくティーガーフレームの変形機構を持つGTM。スカイアギフトは後にコーラス6の下でコーラス軍として戦った。ウーラソニックは3100年には完成し3159に参戦している。設計は天照帝とツバンツヒの共同設計。旧ウンダーシェッツェ（ワンダースカッツ）、ヴォルケシェッツェ（クラウドスカッツ）に相当。
h型：ホルダー・ブリンガー
旧ホーンド・ミラージュに相当。
Am-J型：ジ・エンドレス SR4
旧ジュノーン odk（ジャッジメント・ミラージュ）に相当。
Am-O型：破烈の人形リッタージェットMk.3（雷丸その六）
旧破烈の人形バングに相当。
Am-X型：ゼノア・アプターブリンガー
「ディー・カイゼリン」の項を参照。3075年にタワーと共にラーンから天照の元にやって来たGTMカイゼリン。旧ゴウト・ミラージュに相当。
ゲートシオン・Mk2 NO3（雷丸その五）
アマテラスにスペックが献上したGTM。操縦中に妄想にふけった結果ついうっかり朱塔玉座を半壊させダグエランやブラフォードをもギャグ時空に連れ込んだ。Mk2は後にマウザー、エフィー、ボーがミラージュ入りした事で計4騎が所属し、他のミラージュ騎士も使用している。更にツバンツヒの手による再生産騎「スピード・ブリンガーMk2」が生産され、主にZ.A.P.の空間戦闘時の随伴騎として使用されている。

##### ツァラトゥストラ・アプター・ブリンガーのコードレター
Z.A.P.およびその系列機種は特殊な機体であり、
- 非人道的な戦闘が多く、ミラージュナンバーと機体番号を同じにするとヘッドライナーが特定されて騎士に不利益が及ぶ
- 配備数を隠蔽するため
- 機体の意志が非常に強く、ファティマ同様個々の機体がヘッドライナーを選ぶ
- 同じ機体を別の騎士が用いることがある（とくに第二期ミラージュでは左翼大隊と右翼大隊とで共用されていた）

という特徴から、シリアルナンバーとは別個にコードレター（機体番号）が割り振られている。ゆえにコードレターは配備順序を無視の上、Z.A.P.ではない機体にもあてがわれている。以下、ナンバーと搭乗騎士とを示す。搭乗騎士の活動時期が重なる場合は共用を意味する。
| 機体番号 | ヘッドライナー                                                     | 備考                                             |
| -------- | ------------------------------------------------------------------ | ------------------------------------------------ |
| A        | 天照家王族（斑鳩王子、ワスチャ・コーダンテ）                       |                                                  |
| I        | レオパルト・クリサリス、シャフト、タワー                           |                                                  |
| II       | クロークル・ハーマン、ベスター・オービット、ベルベット・ワイズメル |                                                  |
| III      | アイシャ・コーダンテ、ルート・コーダンテ                           |                                                  |
| IIII-j   | ディッパ・ドロップス                                               | Z.A.P. AAR。R指揮騎                              |
| V        | スペクター                                                         | 出撃前にポーターのミスで転倒、大破。のち修復     |
| VI       | ステートバルロ・カイダ、サトバイ・シュレスコレハール               |                                                  |
| VII-ｊ   | ヒューズレス・カーリー                                             | Z.A.P. AAR。L指揮騎                              |
| VIII     | 隊長機（F.U.ログナー、斑鳩王子）                                   | 雷丸その四。機体の黒の配色部分が群青色に変更     |
| VIIII    | スパーク、タイトネイブ                                             | スペクターの予備機の予定がじゃーじゃーに奪われる |
| X        | ウラッツェン・ジィ、エイドリアン・ターク、ヨッヘンマ・ビストーチ   |                                                  |
| XI       | リィ・エックス、パナール・エックス、アラート・エックス             |                                                  |
| XII      | ポエシェ・ノーミン、エイブ・ロウ                                   |                                                  |
| XIII     | シャーリィ・ランダース、シトロン・メナー                           |                                                  |
| XIIII    | イマラ・ロウト・ジャジャス                                         |                                                  |
| XV       | ビョトン・コーララ、バイズビズ                                     | 専属AFスパルタ                                   |
| XVI      | ミシャル・ハ・ルン、ヘルトバード・ゴドラ                           |                                                  |
| XVII     | ヨーン・バインツェル、パゴナ・ヘルバード                           |                                                  |
| XVIII    | テイン・バイア、ワスペン・クラック                                 | 専属AFラ・ベルダ                                 |
| XVIIIIB4 | マクスハルト・フォラス                                             | 特別騎デストニアス                               |
| XX       | ヌー・ソード・グラファイト、バーナー・恋・ダウド                   | 専属AFパテシア                                   |
| XXI      | アーレン・ブラフォード                                             |                                                  |
| XXII     | ミューリー・キンキー                                               |                                                  |
| XXIII    | ランドアンド・スパコーン、スペック                                 |                                                  |
| XXIIII   | メイザー・ブローズ、タースワイト・フォレット                       |                                                  |
| XXV      | マドラ・モイライ                                                   | ピッキング・ハリス予備騎を転用                   |
| XXVI     | キュキィ・残田・理津子                                             |                                                  |
| XXVII    | スペック                                                           | Mk.9スピードミラージュS2「ウーラソニック」       |
| XXVIII   | キッド・オーシャン                                                 |                                                  |
| XXVIIII  | メロウ・クリサリス                                                 |                                                  |
| XXX      | ウピゾナ・バーデンバーグ                                           |                                                  |
| XXXI     | タワー                                                             | ゼノア・アプターブリンガー                       |
| XXXII    | カーレル・クリサリス                                               |                                                  |
| XXXIII   | アラート・エックス                                                 | Mk.7スピードミラージュS1「スカイアギフト」       |
| XXXIIII  | F.U.ログナー                                                       | ゲートシオン・Mk3「破烈の人形」雷丸その六        |
| XXXV     | タワー                                                             |                                                  |

#### 星団暦7777年以降に製造・改装されるミラージュマシン
既存機も含め、すべて動力は遊星駆動システムである。
ナイト・オブ・ゴールド・カレン〜マグナパレス・ディアグレース
D型ミラージュ改装型。旧ナイト・オブ・ゴールド2に相当。
ß（エスツェット）型駆逐戦闘兵器
J型駆逐戦闘兵器の発展型。二騎製造。グラビトン・バスター砲を二門ずつ装備。ザ・ウィル・スペンサードの固定兵器も兼ねる。なお旧型にあたるJ型駆逐戦闘兵器も星団暦7818年時点では並行して就役中。
Φ型ミラージュ：ツァラトゥストラ・アプターブリンガー・セカンド
18機製造。旧設定のレッド・ミラージュII（セカンド）またはプレシジョン・ミラージュに相当。騎数は7騎から増加。
スターンシュネーペ・ファローレナーMK14（流れ星の忘れ物）
12騎製造。
ディー・カイゼリン・ゼノアRB2（X2型ミラージュ）
ゼノア・アプターブリンガーの改装型。
Υ（ユプシロン）型ミラージュ：ジュラスターン・アプターブリンガー
星団暦3225年、スタント遊星戦において突如出現。ヘッドライナーはレディ・スペクター、ファティマは先先〜マーター・マーター。

#### ゴーズ騎士団
A.K.D.の国家騎士団。前述の通り、ミラージュ騎士団はアマテラス個人のものであるため、A.K.D.で本来運用されるのはこちらである。他国からミラージュ入りした騎士がA.K.D.の空気になれるために在籍したり、ミラージュ騎士が指南役を務めるなど人材交流も行われている。
ブランデンB
Dr.ダイアモンド制作のブランデンB型GTM。旧ブラッドテンプル。
C型：キャメラート・ブリンガー

#### バビロン王国騎士団
バビロン王国の国家騎士団。この国の王様（ログナー）は自身の専用機としたGTMには同じ名を付ける困った病気があり、のちに鹵獲したものを含めて同名（「その〇（漢数字）」で区別）騎体が存在するが、そう呼んでいるのは本人だけで正式名称ではない。ご注意されたい。
B型・イービー：ツァラトウストラ・アプターブリンガーVIII号機「雷丸その四」
スピードミラージュMk.2「雷丸その五」
ホルダー・ブリンガー「雷丸その弐」
C型：キャメラート・ブリンガー

#### その他
モルフォ・ザ・スルタン
天照家モルフォ型GTM・AUGE-HA（アゲハ）型。カリギュラ所有のGTMを除けば現存する唯一のスミロ・フレームを使用した騎体。設計は亜奈美・ヘンシェル・アトワイト。旧MM AUGE。かつて初代天照女帝フォーカスライトと剣聖スバースが騎乗した、天照王家を象徴する伝説的GTM。
3069年、ミラージュ騎士となったヨーン・バインツェルに貸与され、黒騎士ダッカスとの決闘に挑んだ。
モルフォ・レス・トリバネル
天照家モルフォ型GTM。イーエス・モルフォ2。「ハー閃1015エンジン」を1基搭載。旧オージェ・アルスキュル。2992年、アトロポスが乗り込みアーレン・ブラフォードの駆るアパッチと戦うも大破した。のちに再建され、ミキータ・オージェ（恋ダウド・バーナー）が搭乗することになる。
ゲートシオンMk2→スピードミラージュMk.2
エルディアイ・ツバンツヒが星団帰還時に搭乗した騎体が、彼女のミラージュ入りに伴い天照に献上された（この際ツバンツヒの操縦ミスによりコントロール喪失、朱塔玉座を損壊）。マウザーやエフィー、ボー所有の3騎が加わり、量産された5号機から型式がMirage Ssw型に変更された。ハ-DB603型エンジン搭載。ティーガー・フレーム。ログナーによって「雷丸」と命名される。後にコーラス6の下でコーラス軍として戦った。
ドージョージ1型：ラミアス・メドゥーサ
剣聖マドラ乗騎。旧ファントム

### 聖宮ラーン

#### 王宮支隊「アイル・フェルノア」
AP騎士団の支隊でラーン王宮を警護している。支隊長はAP騎士のドヌーブ・ガセット。
バーガ・ハリLA
イェンシング工場生産（騎体カラーはホワイト）。ヘッドカラーはオレンジ。
アトラ
開発中。設計はマギー・コーター。ベラ国攻防戦時にソープが行ったバーガ・ハリの改良点が受け継がれている。

### システム・カリギュラ
GTM:10000騎以上。

#### 超帝國騎士団「シオの門番」
ソルダート0：シオン
超帝國ユニオのGTMバクシコアのデッドコピー。設計はDr.ゾーン村田。
ソルダート1：カリギュラ
超帝國ユニオのGTMダイナニズムのデッドコピー。設計はDr.ゾーン村田。
ソルダート2：ゲートシオン・マークII
星団に名だたるGTMガーランド、ストーイ・ワーナー博士の設計した人型から宇宙戦闘機型に変形するGTM。星団史においてまったく記録が残っていない謎のGTM。星団暦3031年、ワーナー博士と共に星団に帰還した。「ゲート・シオン」は型式名称。Mk.1ナンバー1とMk.2ナンバー2には正式な個体名称は無く、Mk.2ナンバー3は騎体名「クローソー」、Mk.2ナンバー4は失敗作。ハ-DB603型エンジン搭載。ティーガー・フレーム。
ソルダート3：フォルクール・ディー・フラウガング
ソルダート4：チェングドゥー

#### ブーレイ傭兵騎士団
ソルダート6：オデオン
星団暦2989年時に使用。ホルダ型ベース。旧ブーレイT-232スプートニク。
ソルダート7：ラムアド
星団暦3030年時に使用。旧ブーレイT-233ボストーク。

### 超帝國ユニオ
星団暦現在においては国家として既に存続していないが、全てのGTMや現在の機械技術等の源流はAD世紀、炎の女皇帝の時代に遡る。:GTM:10000騎以上。

#### 皇帝親衛隊ヘリオス
ウーシング・ウーユー
詩女原母 炎の女皇帝ナインのGTM。
モナーク・セイクレッドの核心にてファティマ、「光のタイフォン」がその騎体名と共に女皇帝のファティマとして本来のファティマとして生きる宣言をした際に明らかとなった。
フェイスラ・シュッツィエン
ヤーン・ダッカスの駆るGTM。黒き炎とも呼ばれ、星団暦以前に作られた騎体。
轟焔時君ディグツァイト・シュッツィエン
皇帝親衛隊ヘリオスの駆るGTM。旧 焔星(イェンシー、イェンシングフェイディー・ディグツァイト、時閃ディグツァイト・エンシー）。別名ザ・ゴティックメード（The GOTHICMADE）。群青色のF・U・ログナー機（「元祖雷丸」）を除き、機体色は煉獄色。AD時代最強とも言われ、現在ハー騎を除いてとある恒星の中に封印されている。その動力源であるエンジン「ベタン4型」の最後の現存機はカイゼリンが搭載している。
バグシコア
旧 雲龍壁（９巻P183 上右に登場）。
ダイナニズム
旧 睡蓮丸（９巻P183 上中に登場）。
グラムラー
旧 一角轟（９巻P183 上左に登場）。

### フィルモア帝国
国家の詳細はフィルモア帝国参照。GTM:8000騎以上。

#### カンプ・ノイエシルチス
星団で最も古い歴史を持つフィルモア帝国を代表する帝国最上位騎士団。フィルモア帝国筆頭騎士団。
赤グループ（ノイエ・ロット）GTM：120騎
団長はブラウマ・イク。
青グループ（ノイエ・メーア）GTM：120騎
団長はブルーノ・カンツィアン（アルカナ・ナイト兼任）。
黒グループ（ノイエ・シュバルツ）GTM：120騎
団長はペテルギウス・ズーワット。
白グループ
皇帝近衛グループ。団長はジャンシー・ガラー。
茶グループ（ノイエ・エルダー）GTM：40騎

萌葱グループ（ノイエ・センチュリオン）GTM：80騎
元老院直轄で戦場監視を行っている。本来は帝国教導騎士団。団長はナイアス・ブリュンヒルデ。
氷グループ
暗殺と諜報とを専門とする。団長はアラン・リー・ファウトゥ。

#### 双頭竜騎士団
ブラウ・フィルモア王家護衛騎士団

#### 青百合騎士団
レーダー王家護衛騎士団

#### 黒鷲調停騎士団
バルバロッサ王家護衛騎士団

#### 皇帝直下の騎士団
皇帝直下の騎士団は議会、軍部の決定を待つことなく皇帝単独の意思でフィルモア皇帝出陣の時や皇帝勅命の時に直下に置かれる。

#### ホルダ型
基礎設計はブラウニー・ライド。ホルダ23型以降はマール・クルップの設計。ホルダ27型以降はリーキ・クルップの設計。ホルダ31型以降はパルミドラン・シャープスの設計。旧サイレン。
ダス・ラント時代
ホルダ7型：クィーンズ・ホルダ・ライルンレー

帝国分裂時
ホルダ9型：ライルンレー・オーデル
太陽王国GTM。
ホルダ11-型：ライルンレー・エルベ
バルバロッサGTM。
ホルダ13型：ライルンレー・ライン
ドナウ帝国GTM。
ホルダ17型：カイゼリン
ドナウ帝国皇帝騎→詩女所有。騎体番号：707。
ホルダ19型：メロウラ/スクリーマー/ナキメーカ
フィルモア帝国ボルガ・レーダース・フィルモア王家の皇帝騎。魔導大戦時のクリスティン・V乗騎。ドナウ帝国時代からレーダー前国王時代までは「メロウラ」と呼ばれていたが、クリスティンの乗騎となってからは「駆動音が泣き叫んでいるように聞こえる」との理由から「スクリーマー」「ナキメーカ」と呼ばれるようになった。ドナウ帝国時代はウルトラマリンブルーだったがレーダー王家に移ってからはボルガ王家のラベンダー色に変更された。旧ドナウ帝国ハロルドラントのマーカス王家のGTMとして製造された。カイゼリンの2番騎。設計と製造はブラウニー・ライド博士。駆逐型GTMで装甲を極限まで減らした軽量GTM。ライオン・フレーム。各部の装甲はカイゼリンより厚い。カイゼリンのペダン型エンジンより出力は落ちるが帝国最強のHL550型エンジンを搭載。AD世紀のペダン型エンジンより安定し扱いやすくエネルギーのオーバーロードが少ない。装甲成形技術が素晴らしく超複雑な頭部形状が一発結晶成形で作られている。放熱システムが頭部にあるために頭部が大きく見える。フライヤーは左側のみでフライヤー下の手甲の装甲があり、ここのレールマウントに予備のガットブロウなどを装備可能。騎体番号：708。旧V=サイレン「ネプチューン」。
ホルダ21型：プリンシパル・ボリショイ・グーガント
ブラウ・フィルモア王家。騎体番号：709。聖騎士サクリファイス・ニーゼルの乗騎。
ホルダ23型：ウィリーズ（ヴィリ）
クバルカン法国太閤騎。魔導大戦時ダイ・グ乗騎の皇帝騎。騎体番号：7010。旧V=サイレン「プロミネンス」。
帝国統合後
ホルダ31型A：幽霊（ユーレイ）
フィルモア帝国の主力GTM。星団3大GTMの1つ。各隊によって色とアルファベットナンバー及び保有騎数、更に時代や目的によっては装備や外観も異なるのが存在する。基本的な構造とプロポーションはカイゼリンと同じだが、重装備でカイゼリンよりゴツく見える。長時間の戦闘を念頭に戦闘継続性を持たせ発熱と大電力バイパスを兼ねた背骨のパーツが付いていて胴体部の竜骨背面が大きい。放熱システムを背中のアイドラフライヤーなどに分散させている。そのために後部の肩装甲が翼のように広がっている（折りたたむことも可能）。長時間戦闘状態を維持するために上腕部や脚部装甲ブロックと各部ツインスイング、特に膝のスイングブロックは大型化している。両腕のフライヤーは下腕第三スイングブロックの背面に直接装着され、突撃戦闘用のガードスパイクが装着されている。ハ-HL630Fiエンジン搭載。騎体番号：7012（旧式）、7013（旧式）、7014（現行型）。
ホルダ33型：バイカル
重装型ホルダ。騎体番号：7015。皇帝警護騎士アルカナ・センチュリオンの乗騎。旧アルカナ・サイレン。
ホルダ35型：アムール
指揮型ホルダ。旧サイレンF型。騎体番号：7016。
ドージョージ1型：ラミアス・ゴーゴン
パルミドラン・シャープスが設計。現在、4騎が実戦テスト中。プーマ・フレーム。旧ファントム。
ラミアス・メドゥーサ
「フゥアー・インマー・メドゥーサ」とも、騎体番号：7017。騎士顧問剣聖慧茄の乗騎。
ラミアス・ステンノ
「イー・ズィー・イー・ステンノ」とも、ナイアス・ブリュンヒルデの乗騎。

ホウザイロIII・グレント
ゼビア・コーター作の傑作GTMホウザイロシリーズ3番騎。騎士団顧問アビエン・ヒートサイの乗騎だったが、強天位を継いだ璃里・ニーゼル・ブラウ・フィルモア女王に譲渡された。旧クルマルス・バイロン。

### クバルカン法国
GTM:4000騎以上。GTMは"ロボーター"と呼称される。

#### カーディナルス
クバルカン法国の筆頭騎士団であり、ルーン騎士団とローテ騎士団の2つのグループに分かれる。カーディナルス所属メンバーはいずれもクバルカン黄金騎士十字章を授与しているエース騎士である。クバルカンの厳しい戒律を守り、徳に溢れ、正々堂々としたその立ち振る舞いから、カーディナルスは騎士の頂点に立つ正真正銘のスーパーエリート集団とされる。筆頭騎士はイゾルテ・サヤステ。
リッタージェット型GTM
リッタージェットMk.3 ナンバー5 ザ・ダルマス〜S.S.I.クバルカン「破烈の人形」
ゲートシオンMk.2の発展型。騎体が大型化し異なる変形システムを持つ。他のGTMより一回り大きく、出力は3大GTMを軽く凌駕する。反面、高発熱機となっており、超短期決戦型の機体仕様となっている。2989年頃にメヨーヨのGTMホウライを撃破したが、その時は飛行形態では無い形状から人型に変形していて、複数の変形機能を持つのでは？と言われている。設計はストーイ・ワーナー博士。ギルフィー・ビリジアン博士の開発したモーフィング装甲を持つ。2989〜魔導大戦終盤時における「人形使い」（ロボーター・プーラー）はミューズ・バン・レイバック。旧S.S.I.クバルカン「破烈の人形」。新設定ではマッハ・シャルトマと共にワンオフの騎体となり、三大GTMは量産騎であるルッセンフリードとなっている。
主武装はディストーション・ブレード・ブロウ（略称D・B・B）。余剰エネルギーを刀身に乗せ、一秒間の間発生するプラズマでGTMの装甲を電磁崩壊させる機能を持つ刀剣型近接兵器であり、その特徴のためまともに斬撃を受けた場合、どんなGTMであろうと戦闘不能となる。また、プラズマを帯びた刀身が受け流されたとしても放電の余波で短時間ながら敵機の各部スイングが機能停止する可能性もあり、その間に追撃が可能となっている。ただし放電のチャージには0.3秒を必要とする上、一秒間以上能力を開放すると刀身が自己熔融、GTM本体もオーバーフローにより停止する。
2930年、先代の「人形使い」アルテン・サヤステがAF「静」とともに「初代黒騎士」ツーリー・パイドルとAFエストの駆るダッカスを討った過去を持つ。
2989年、カステポーに現れて多くの騎士・ファティマを殺めた「壊し屋」を「人形使い」ミューズ・バン・レイバックが退治した一件で一躍クバルカンの名を高めた。
3036年、GTMデモールの極秘テスト戦に、アルテン・サヤステの助言を受けたミューズが飛行形態で乱入。ホウザイロIIの窮地を救うとともにGTM形態へと変形、ダッカスとの「因縁の戦い」に突入する。
3960年、ログナーがコーラス城を襲撃する際に使用された（「雷丸その六」）。
マッハ・シャルトマMk.4 ナンバー6
イゾルテ・サヤステの乗騎。ストーイ・ワーナー博士の設計。旧カーディナル・バング。

#### カンプグルッペ・ルーン（ルーン騎士団、法王騎士団）
団長はレイオット・オスカー。GTM：120騎以上
ザ・ルッセンフリード”フラウ・ワイツ”「白の婦人」
クバルカン法国の主力GTM。星団3大GTMの1つ。ストーイ・ワーナー博士の設計。製造と改良はアル・ドライゼ博士。旧スチルコア

#### カンプグルッペ・ローテ（ローテ騎士団、薔薇騎士団）
マッハ・シャルトマMk.4 ナンバー6
歴代のローテ騎士団団長の乗騎でノンナ・ストラウス最高神官長の乗騎。ストーイ・ワーナー博士の設計。旧カーディナル・バング。
ザ・ルッセンフリード”フラウ・ロット”「赤の婦人」
クバルカン法国の主力GTM。星団3大GTMの1つ。ストーイ・ワーナー博士の設計。製造と改良はアル・ドライゼ博士。旧スチルコア

### バッハトマ魔法帝国
GTM:4000騎以上。

#### バッハトマ帝国騎士団
ラングルーン
ベイジ戦までの主力騎。そこまで高性能という訳ではないようだが、使っていたジィッドがデコースに次ぐスコアを挙げていたこともあって、デコースが言うように「ちゃんとしてない訳じゃないGTM」。旧アゥエケン。
カーバーゲン
バッハトマ帝国騎士団の主力GTM。3030年の開戦当初は2騎のみだったが、翌年の3031年にはラングルーンに代わって大量配備されている。Dr.ダイアモンド制作のブランデンG型GTM。パンターフレーム。旧ガスト・テンプル。

#### 黒騎士団
総騎士団長で軍団司令官のデコース・ワイズメル率いる騎士団
ダッカス・ザ・ブラックナイト
「黒騎士」と呼ばれるGTM。AFエストとペアで設計された「星団で最も有名なGTM」。黒色透明装甲で鬼瓦を思わせる外見をしている。AFエストに選ばれた騎士が所有者となり、現在はバッハトマ魔法帝国総騎士団長デコース・ワイズメルが使用している。ライオン・デトニクス・フレーム。GTMガーランドのルミラン・クロスビンとファティマ・ガーランドのモラード・カーバイトが協力し、ファティマ「エスト」を専任の制御システムとして設計されファティマが最初から組み込まれる状態で製造されたGTM。ホルダ31Mを元に「小回りのきくわずかに軽いGTM」を目指しライオン・フレームを切り詰めたライオン・デトニクス・フレームを作りそれを使って作られた。エンジンはホルダ31と同じ大出力なHL550型。メンテナンスにはフィルモア帝国GTMのパーツが流用可能。堅牢な設計で数十年フルメンテナンスしなくても問題なく稼働できる。旧バッシュ・ザ・ブラックナイト。
「魔導大戦」緒戦となる3030年のハスハント侵攻で作中初登場。さらに3031年にAP騎士団スキーン隊を蹂躙した後、長期オーバーホール（担当ガーランド：ユーゴ・マウザー）のため前線離脱。
3036年、GTMデモールのテスト戦の護衛としてバッハトマ黒騎士団一個大隊を率いてメンテナンス終了後初の出撃を行う。デモール002に攻撃を加えていたホウザイロIIに奇襲をかけ左腕を破壊した所で「破烈の人形」リッター・ジェットMk3ダルマスの横槍を受け、そのまま一騎討ちへと突入。かつてアルテン・サヤステの駆る破烈の人形との戦闘経験があるエストのサポートの元、百年来の因縁を持つ激戦を繰り広げるも、敵にルーン騎士団とAP騎士団スバース隊本隊が加わったことから、速やかに撤退する。

#### 銀月騎士団
ジョー・ジィッド・マトリア率いる若い騎士で構成された騎士団。ベイジ戦で挙げた手柄から編成されたが、若いと言えば聞こえはいいが、自身の手柄にのみ固執するジィッド自身の性格もあり、集まる部下も戦場で生き残る術も知らずに大口をたたく身の程知らずの未熟者が多い。そのため戦死者も多いが、さほどの仲間意識もなく「負傷も含めて入れ替わりが多い（割り切るため自身に言い聞かせている風ではない）」と考えている。
デムザンバラ
剣聖ダグラス・カイエン乗騎。天照制作のモルフォ型GTMイーエス・モルフォ1。レオパルト・フレーム。ハー閃1014型エンジンを1基搭載。旧シュペルター。
星団暦3030年のバッハトマのハスハ侵攻においてカイエンの死と共にバッハトマに接収され、デコース・ワイズメルの次に手柄を立てた無名の騎士ジョー・ジィッド・マトリアに褒美として与えられた。ノウラン侵攻時に、ジイッドは剣聖カイエン仕様から装甲を変更して駆っている。本来ジィッド程度の腕で扱える様な代物ではないが、AFニナリスが本来AFに許されるレベルを逸脱したデチューンを密かに行っている。本来のチューニングだとジィッドどころかデコースが乗ったとしても扱いきれず一回の戦闘で機体を損傷させるという。
ベラ戦ののち、ニナリスによるデチューンが発覚したことで「バカにされた」と判断したジィッドによって剣聖仕様に戻されたそうだが、まともに扱えるわけもなくAFが悪いと責任転嫁してニナリスに代わってアウクソーを手に入れようとしている。

#### 山羊座騎士団、射手座騎士団
ケサギ、カエシの率いる旧シーブル国の国家騎士団
カーバーゲン（プロト・ブランデンG）
ケサギとカエシの乗る騎体。カーバーゲンの先行試作型。

#### 黒豹騎士団
トモエ率いる騎士団だが、団長であるトモエはニンジャを率いており、GTM部隊は副団長であるアーリィ・ブラストが率いる。
ダシリカ
副団長であるアーリィ・ブラストの乗る騎体。カーバーゲンのバリエーション騎。

### トリオ・コーラス王朝
詳細はコーラス王朝参照。GTM:6000騎以上。

#### 王国騎士団トリオ・テンプルナイツ
騎士団長はセイレイ・コーラス王女。騎士参謀はマロリー・ハイアラキ・マイスナー王女
SR4 ジ・エンドレス
国家象徴GTM。AFクローソーとともに現在休眠中。Am-J型ミラージュ。天照のハーモディックエンジン「ハー閃1014エンジン」を搭載しコーラス・サードが作ったGTM。ツイストエンジンでエンジン搭載位置が変わり装甲外見も大きく変わっている。旧エンゲージSR4「ジュノーン」に相当。
HL-1
通称「ハイレオン」。セイレイ・コーラス王女及びマロリー・ハイアラキ乗騎。セイレイ騎、マロリー騎共に同型で外見では区別がつかない。設計はコーラス・南部1世。チーター・フレームの傑作GTM。サイズダウンされ小型化しているが全高、自重共にライオン・フレームのGTMと大差は無い。個体性能が非常に高く「ホルダ31A」を上回る出力比の高いGTM。ただし非常に気難しいGTMで扱い辛い。「ブラスト・トリッパー」「スイング・フライヤー」「ボトム・フライヤー」を装備。ハ-誉45エンジン搭載。旧エンゲージ。
HMエルガイムから始まったロボットデザインの系統の6代目に当たる（初代：エルガイム（1985年)、2代目：ジュノーン(1987年)、3代目：ジュノーンSR4(1988年)、4代目：エンゲージ・オクターバーSR1(2000年)、5代目エンゲージSR3(2000年)、6代目：HL-1(2015年)）。
ワイマールSR2（ドルビー・ブランデン）
トリオ・コーラス王朝の主力GTM。設計はダイアモンド・ニュートラル。旧ベルリンSR2。

### ミノグシア連合（ハスハ連合共和国）アトール聖導王朝
ミノグシア連合およびアトール聖導王朝参照。GTM:4000騎以上。

#### AP騎士団（カンプリッター・ツァイツェン・クラフト・アトール・ポリティ）
ボォス星の最大国家ハスハ連合共和国の筆頭騎士団。名前は「アトールの力と品性の戦闘騎士団」の略。星団暦3030年に勃発した魔導大戦によりハスハ連合共和国は瓦解し、AP騎士団は指揮系統を分断され、実質的に解体された。解体後の状況は記事「ファイブスター物語#ウエスタ太陽系」の「ミノグシア連合」の項を参照されたい。
バーガ・ハリ
AP騎士団の主力GTM。正式名称は「バーティカル・バーガ・ハ・リ」。聖宮ラーンの旧称「ハ・リ」の名からつけられた。星団3大GTMのひとつ。「ライオン・フレーム」のGTMで重GTMのカテゴリーに入る。基本設計はゼビア・コーター博士。以降の改修などはマギー・コーター。余剰パワーを背中の「アイドラ・フライヤー」に回し、このアイドラ・フライヤーが副腕のように動く。現在のM-5-5は2000年代中盤の設計。SM-60Miエンジン搭載。旧A-TOLL。
各工場生産型の型式
ハスハント工場生産型：M-5-5has。
ギーレル・パーフェーン工場生産型：M-5-5gr。
ナオス国工場生産型：M-5-5Na。
イェンシング工場生産型：M-5-5ys。
ミグノシア連合に引き継がれたAP騎士団は次の各支隊（ただし、一部支隊は離脱している）。
- 【AP第1支隊・スバース隊】（議会直属）バーガ・ハリBS 旧A-TOLLスワンズ：ハスハント共和国駐留。支隊長はマイケル・ジョーイ・ギラ→ランドアンド・スパコーン。ハスハント工場生産(工場固定カラーはダークイエロー)。ヘッドカラーはホワイト。第一大隊はバーガ・ハリBSコブラ（旧A-TOLLスワンズBS）を使用。14巻でスパコーン・ヒン・アード機が登場している他、15巻ではラッカン・フェードラ騎士団の救援にヒンとアードが部下を率いて駆けつけている。
- 【AP第2支隊・スキーン隊】バーガ・ハリSKS：ハスハント共和国駐留。支隊長はシュマイス・バイダー。ハスハント工場生産。ヘッドカラーはイエロー。13巻冒頭でデコースが率いるバッハトマ重剛騎士団本隊の急襲を受け、支隊半壊状態の損害を受けながらもハスハントへと脱出。
- 【AP第3支隊・ドーチュー隊】バーガ・ハリDS：ハスハント共和国駐留。ハスハント工場生産。ヘッドカラーはブラック。
- 【AP第4支隊・スパチュラ隊】バーガ・ハリAE(バーガ・ハリ・ファンディ、旧A-TOLLエンシー）：バトラント共和国駐留。支隊長はカーリム・レオナ。第3大隊のみカッツェー公国駐留。ハスハント工場生産。14巻終盤の対枢軸軍会戦において、寄騎として登場。
- 【AP第5支隊・エンブリヨ隊】バーガ・ハリEBS：カッツェー公国駐留。ハスハント工場生産。
- 【AP第6支隊・ジャグード支隊】バーガ・ハリJG：イェンシング共和国駐留。支隊長はボルカノ・ストーン。イェンシング工場生産(工場固定カラーはライト・グリーン)。スパチュラ隊同様、14巻において寄騎として登場。
- 【AP第7支隊・マルコンナ支隊】バーガ・ハリMMS：シーゾス王国駐留。半数は分離しナカカラ・クルル王国に移動。2036年時点での支隊長はゾンタ・クルーエル。ナオス国工場生産(工場固定カラーはサンド・グレー)。ハスハント工場生産（分離1大隊のみ）。
- 【AP第8支隊・バローラ支隊】バーガ・ハリHS：ギーレル・ハスハ王国駐留→ギーレル王朝。3036年時点の支隊長はジンセン・サルボ伯爵（ロダン・モドトより変更の模様）。ギーレル・パーフェーン工場生産(工場固定カラーはレモン・イエロー)。
- 【AP第9支隊・ディスターブ支隊】バーガ・ハリFiTr 旧A-TOLL FR（フィニトライブ）：ナカカラ・クルル王国駐留。支隊長はダーナー・ラドンウェイ。ナオス国工場生産。
- 【AP第10支隊・ツラック支隊】バーガ・ハリKK：ベラ国駐留。支隊長はナルミ・アイデルマ。イェンシング工場生産。14巻は本機の活躍が主眼となっている。
- 【AP第11支隊・宇宙騎行支隊S-P-K隊】バーガ・ハリDDG 旧A-TOLLダンダグラーダ：宇宙都市ダンダグラーダ駐留→惑星カーマントー・ドーマ連合。支隊長はオロダムル・ハル。ナオス国工場生産。2997年時には最新機密とされていた。デブリ対策としてセンサー類と対処用のレーザー砲が増設され、高機動アイドラ・フライヤーとコックッピットそのものが進行方向に90度回転するなど宇宙での活動を主眼においた設計となっており、3062年では開発に「ジ・インタシテイ/ハルペル」が関わったことが公にされている。
- 【独立遊撃支隊・スクリスティ隊】バーガ・ハリESSQ 旧A-TOLLスクリティ（ESSQ）：ハスハント共和国駐留。支隊長はロータス・バルンガ→アルル・フォルテシモ・メロディ・コーラス王女。ハスハント工場生産（光学カモフラージュ機能を持ち騎体カラーハー定しない）。通常のバーガ・ハリとは外見が大きく異なる。14巻でのワンダン・ハレー騎士復帰のエピソードにおいて、9巻でのA-TOLLスクリティと置き換わる形で回想シーンに登場。
- 【ラーン近衛騎士団・皇帝支隊】バーガ・ハリLA 旧A-TOLLシルバー：聖宮ラーン駐留。支隊長はドヌーブ・ガセット。イェンシング工場生産（騎体カラーはホワイト）。ヘッドカラーはオレンジ。

バーガ・ハリ・BS-R”ハブ”
別名：コブラ・ハーブ。旧A-TOLLコブラ。ヤーボ・ビート乗騎。ホルダ型のエンジンを搭載した真紅の駆逐GTM。ヤーボのカイゼリン継承後は詩女ムグミカの遺言によりAP騎士に復帰したワンダン・ハレーとAFビルト乗騎となり、ベラ国攻防戦で活躍する。通常のバーガ・ハリに比べてシルエットが刺々しい。アームフライヤーが他のバーガ・ハリより大きく張り出している。ホルダ31型の「HL630Fiエンジン」を搭載。
バーガ・ハリBSコブラ
スバース隊の中隊長以上又はエース専用の特別仕様。旧旧A-TOLLスワンズBS。騎体カラーはブラック・グリーン。ヘッドカラーはスカイブルー。頭部、肩。アイドラ・フライヤー、アーム・フライヤーの形状が特別仕様。SM-60Miエンジン搭載。
バーガ・ハリSKコブラ
スキーン隊の中隊長以上又はエース専用の特別仕様。13巻冒頭でシュマイス・パイダー機が登場。
ホルダ17型：ディー・カイゼリン
星団暦440年頃に完成した伝説の機体で、映画『花の詩女 ゴティックメード』の主役ロボット。旧ジ・エンプレス。ドナウ帝国のアルカナス皇帝騎であったが、451年の詩女暗殺未遂事件の後にドナウ帝国から「不戦の証」として詩女（うため）に渡され、以後、歴代の詩女が所有し2400年代のミノグシア動乱では詩女エダクダが、2992年のインタシティ救出では詩女ムグミカが、魔導大戦では詩女フンフトが封印を解いて出撃させた。非稼働時は無色透明のヘリオス装甲はエンジン出力に伴ってあらゆる色にスペクトル変化する（『花の詩女 ゴティックメード』でのトリハロン搭乗時は透過色、赤、空、橙、草色等を経てドナウ帝国の象徴色である黒と白、「14巻で」ヤーボが搭乗していた時は赤と白へと変化していた）。現在はカイエンの息子デプレと「ガラスのコンコード」が使用している。ラーンに渡った後もドナウ帝国の紋章は残され、さらにラーンの紋章も加えられた事により、フィルモア、ハスハ両国にとって「剣を向けてはならないGTM」となった。その後はファティマ・タワーと共にAKDに引き渡され、X型ミラージュのゼノア・アプターブリンガーとして天照と共に星団を去って行くこととなる。ハ-ペダン07型エンジン搭載。放熱システムが頭部にあるために頭部が大きく見える。基礎設計はブラウニー・ライド。改修はゼビア・コーター。
HL1ハイレオン・メロディSR1“アハメス”
スクリティ・ポリティ支隊長、アルル・メロディ・コーラス王女乗騎。父であるカモン・ピアノ・メロディこと「剣聖ハリコン」から受け継いだ騎体。旧エンゲージ・オクターバーSR1。

#### ベラ国
主力はAP第10支隊・ツラック隊
バーガ・ハリKK
ツラック隊の主力GTM。
背部アイドラフライヤーの形状が他のバーガ・ハリと違う。BSハスハントと比較して頭部やアイドラフライヤーの形状が異なり若干、軽量化してコストダウンされている。ツラック隊の一部騎体はソープとツバンツヒにより機動性重視の特別騎に改造されたがベラ国攻防戦後は稼働保持が出来ないために元に戻された。多くの騎体が工場出荷時から各スイングの擦り合わせ調整もせずに戦ったがための不調・故障に苦しめられていたが、ソープの手による修理・調整によって出力と各部スイングの動力係数が大幅にアップした（AF曰く「出力カーブはバーガ・ハリBS並み」）。以降これがツラック隊の基本チューニングとなった。イェンシング工場生産(工場固定カラーはライト・グリーン)。ヘッドカラーはグレー。
ハーミトン、オルガⅤ
ベラ国のみならずミノグシア各国家騎士団の主力GTM。「DESIGNS5」によると、ベラ国防衛戦時にはこれらの騎体もソープとツバンツヒの手によって修理・調整を行った結果、ツラック隊同様にGTMのスペックがかなり上がっており、スコアを稼いでベラ騎士からAP騎士に昇格・認定された騎士もいた。二線級の騎体といえど、調整と騎士、AF次第で十分化ける可能性を持つという証拠となっている。

### ガマッシャーン共和国
GTM:5000騎以上。

#### ガマッシャーン・レイスル騎士団
主力GTM エクペラハ・タンジェリン（SBB-02B）
ハロ・ガロ （ラミアス・エリュアレ）
レイスル騎士団の旗騎。ラミアスの指揮・駆逐型。ドージョージ型ライオン・チョッパード・フレーム。設計はパルミドラン・シャープス博士。性能はラミアス・ステンノ、ラミアス・メデューサと同等。母体はラミアス・ゴーゴン。総騎士団長ナオ・リンドー・レイスル（シュバイサー・ドラクーン）卿の乗騎。
エクペラハ
レイスル騎士団の主力GTM。設計はバルター・ヒュードラー博士。ガマッシャーン初の自国生産GTM。「CN-J211型エンジン」を1基搭載。旧シンカー。
SBB-02B エクペラハ・タンジェリン
ガマッシャーン国の主力GTM「エクペラハ」を「タンジェリン」仕様に改装した性能向上型高性能GTM。「CN-J211型エンジン」を1基搭載。
コーネラ帝国のデモール・タンジェリン1（SBB-02）とは兄弟騎のような関係である。
スイセン
親衛騎士団の主力GTM。旧コルサール。
スコータイ
設計はストーイ・ワーナー博士。ロッゾ帝国の「シャムラ」バキン・ラカン帝国の「アルタイ」と同型騎。旧ルビコン。

### バキン・ラカン帝国
GTM:4000騎以上。

#### ラカン聖帝宮廷騎士団
ホウザイロII・グロウダイン
ゼビア・コーター作の傑作GTMホウザイロシリーズ・2番騎。筆頭騎士ママドア・ユーゾッタ侯爵の乗騎。旧クルマルス・ヴァイ・オ・ラ。
アルタイ
設計はストーイ・ワーナー博士。グロアッシュとライモンダの中間を狙った設計がされている。ロッゾ帝国の「シャムラ」ガマッシャーン共和国の「スコータイ」と同型騎。旧フェードラ。

### トラン連邦共和国
GTM:2000騎以上。

#### SPIトラン連邦騎士団
ホウザイロI・ケルキメナス
ゼビア・コーター作の傑作GTMホウザイロシリーズ・1番騎。ミッション・ルース大統領の乗騎。旧クルマルス・ビブロス。

### ウモス社会主義共和国連邦
GTM:5000騎以上。旧設定では主力騎ボルドックス（Xシリーズ）が「青騎士」と呼ばれているが、これはカラーリングではなく唯一政党である「“青の影”の騎士」という意味である。

#### 連邦青銅騎士団
ボルドックス
パンター・フレーム。最優秀GTMと呼ばれる強力なGTM。汎用性、適応性、生存性、連続戦闘稼働率、戦略性の全てにおいて秀逸な性能を誇る。突撃戦から防御戦、駆逐戦闘など全てに対応可能。ユーゴ・マウザー教授が改良した。X-3 のライセンス生産型以外はウモスで生産されている。ハ-SM-34エンジン搭載。
X-4 紅盾鋼（ハルシュカ）
青銅騎士団旗騎。別名ボルドックス・ルビー。1騎のみ。
設計はユーゴ・マウザー教授。パンター・フレーム。ウモス騎士団総団長、筆頭騎士ベルミ・クローゼ伯爵の乗騎。旧ローテキャバリー
X-9 紫苑鋼(ジーシャンガン)
別名ボルドックス・ガーネット。設計はユーゴ・マウザー教授。パンター・フレーム。指揮、駆逐型。X-8と比較して若干 軽量化され肩部装甲が異なるが性能は同じ。先行型が「花の詩女 ゴティックメード」に登場、トリハロンとベリンを襲うもディー・カイゼリンに破壊される。
X-8 紫仙鋼(インカーセン)
別名ボルドックス・アメシスト。ウモスの主力GTM。「青騎士」の通称で知られる。設計はヘッケラー・バシントン。パンター・フレーム。主力、汎用型。集団戦闘能力、生産性が向上されている。
X-3
別名ボルドックス・ジェーム。ライセンス生産や輸出用。
ライモンダ
設計はパラベラム・スターム。コストパフォーマンスが高く各国に輸出されている。旧デヴォンシャ。

### ロッゾ帝国
GTM:5000騎以上。

#### カンプグルッペ・ブーグラ
ボイスオーバー・GA2
グロアッシュK型。グロアッシュの特別騎。ヴーグラ騎士団団長グレース・スドール天位騎士の乗騎。旧ラインシャル・ヒューメトリ。
グロアッシュH型ブロック5
ヴーグラ騎士団の主力GTM。ノーマルのグロアッシュとは別物。
グロアッシュ
設計はパラベラム・スターム。旧ヘルマイネ。
バヤデルカ
ロッゾ帝国近衛騎士団の主力GTM。設計はパラベラム・スターム。旧バルンシャ。
シャムラ
設計はストーイ・ワーナー博士。バキン・ラカン帝国の「アルタイ」ガマッシャーン共和国の「スコータイ」と同型騎。旧ツァイト。

### メヨーヨ朝廷
GTM:1500騎以上。

#### 四泰開経金剛騎士団ア・シュ・ラ・テンプル
クラーケンベール直下の親衛騎士団。
アグニム
F型ブランデン。姫沁金剛という別名を持つ。メヨーヨ朝廷筆頭騎士クラーケンベール・メヨーヨ大帝の乗騎。設計はダイアモンド・ニュートラルで新機軸の排熱構造を持つ。旧フランベルジュ・テンプル。
プロトタイプ・ホウライ
筆頭騎士クライマー・パイドルの乗騎。設計はダイアモンド・ニュートラル。旧アシュラ・テンプル。

#### メヨーヨ騎士団
ホウライ
A型ブランデン。設計はダイアモンド・ニュートラル。パンター・フレームだが各関節基部が延長されライオン・フレーム並に大型化している。骨格：出力率は他国のGTMと比べ約8%多いが戦闘馬力：出力比は他国のGTMと同様で軽快さと俊敏性は変わらず扱いやすいパンター・フレームGTMが大型化されたボルドックスに並ぶ傑作GTM。ただし100%の戦闘出力での行動時間が他国のGTMと比べ短い。重装甲に見えるが巨大化した放熱パーツで装甲厚は他国のGTMと変わらず、「ホルダ31A」や「バーガ・ハリ」よりも軽い。肩や腰の放熱フィンは収納、展開が可能。旧アシュラ・テンプル。
カーバーゲン
バッハトマから輸入。
ホルダ31D
フィルモア帝国から輸入。
グロアッシュ
ロッゾ帝国から輸入。

### コーネラ帝国
GTM:1000騎以上。

#### コーネラ騎士団エレクトロ・ナイツ
主力GTM デモール・タンジェリン（SBB-02,SBB-03）
若きGTMガーランドのバルター・ヒュードラーが開発。旧K.A.N（カン、カナルコード・エリア・ナイン）。不確定要素となる人間型ファティマを排除、代替用にGTMデモール専用に徹底的にチューニングした「ブラス・シャーレ型」新型エトラムルを搭載。
高名なGTMガーランドだったガステン・コーター（故人）の残した設計思想を元に、A.K.D.の｢ツァラトウストラ・アプターブリンガー｣の優れた設計思想を取り入れた新機軸のGTM。
GTMホウザイロ・グロウダインとGTMデモール・レガータの戦闘中、GTMデモール・レガータ自身の（胸部に搭載された騎士の感情を的確に伝えるコンバーターから）「コ・ワ・イ」という恐怖の感情が漏れ出し、「ブラス・シャーレ型」新型エトラムルを開発したAFガーランド・ビリジアン博士は「ファティマとエトラムルの決定的な差」に気づいた（ファティマはGTMの機体制御のみならずメンタルケアまで可能だが、エトラムルはGTMの機体制御のみという点）。
エトラムル型では最強クラスのGTMには及ばない事を痛感したGTMガーランドのバルター・ヒュードラーは、エトラムル型の改良と並行してファティマ型のデモールも開発していく事を決意する。
「エトラムルが発したGTMの感情に今後のヒントを見出した」というAFガーランドのビリジアンは、エトラムル型についても改良を続けていくと宣言する。
軽い装甲とパワー・ウエイト・レシオに優れたピーキーかつ俊敏なGTMで、後世の星団史では「傑作機」として語り継がれる存在となる。
SBB-00 デモール・ゾロ
帝国騎士団長マヨール・レーベンハイトのエトラムル「ロンド・ヘアライン」搭載型指揮騎。旧カン・アーリィ。
両脚に1基ずつ2基のハーモディック・エンジン、合計2基の「CN-J213型エンジン」を装備したオーバーパワーのGTMだが最大出力での戦闘可能時間は10分間が限界であり、最大出力での15分以上の作戦行動時間で騎体が自己崩壊する恐れがある。カン・アーリィの「頭部に二本の測定（ピトー）管を持つ」設定をそのまま引き継いでいる。
SBB-00E デモール・レガータ
「ブラス・シャーレ型」エトラムル搭載型先行量産騎。「CN-J213型エンジン」を1基搭載。
SBB-01 デモール・バイブルス
「ブラス・シャーレ型」エトラムル搭載型量産騎。「CN-J213型エンジン」を1基搭載。後、順次ファティマ搭載型に移行。
SBB-02 デモール・タンジェリン1
ファティマ搭載型コーネラ帝国主力GTM。「CN-J213型エンジン」を1基搭載。
ガマッシャーン国の主力GTMであるエクペラハ・タンジェリン（SBB-02B）とは兄弟騎のような関係である。
SBB-03 デモール・タンジェリン2
エトラムル型/ファティマ型両用GTM。「CN-J213型エンジン」を1基搭載。星団暦3000年代中盤から登場。

### ギーレル王朝
GTM:1000騎以上。

#### ギーレル王朝騎士団およびクバルカン騎士連合
AP騎士団バローラ隊にクバルカンのルーン騎士団とジャスタカーク連合騎士団が合流した
オスカード
代表騎士団長アイオ・レーンの乗騎。ルミラン・クロスビンの設計でダッカスとほぼ同じ。旧グルーン・エルダグライン。
マッハ・シャルトマMk.4 ナンバー6
ノンナ・ストラウス最高神官長の乗騎。ストーイ・ワーナー博士の設計。旧カーディナル・バング。
バーガ・ハリHS
バローラ隊隊長ロダン・モドトの乗騎。ギーレル・パーフェーン工場生産(工場固定カラーはレモン・イエロー)。
バイグロン
ジャスタカーク連合騎士団の主力GTM。。旧シャクター
ザ・ルッセンフリード”フラウ・ロット”「赤の婦人」
クバルカン法国の主力GTM。星団3大GTMの1つ。ストーイ・ワーナー博士の設計。製造と改良はアル・ドライゼ博士。旧スチルコア
バーガ・ハリHS
ギーレル・パーフェーン工場生産(工場固定カラーはレモン・イエロー)。

### ピチカート公国
ピチカート・マイスナー・ナンブ公家が創立した国家。GTM製造国家。

#### 国家防衛騎士団シェン・ラン騎士団
エルダグライン隊
公国と独立して作戦展開可能な騎士団。
アマルカルバリ
カイリーダウン型ブロック2。パンターフレームC。アイリーン・ジョル筆頭騎士(元トリオ騎士団長)の乗騎。設計はキアリ・セトメ博士。放熱のためのパネル装甲が特徴で、衝撃緩和装甲としても非常に優れている。肘にツインスイング。頭部に放熱パーツの「ツインホーン」同じパンターフレームのボルドックスと似ている。
カイリーダウン
シェンラン騎士団エルダグライン隊の主力GTM。設計はキアリ・セトメ博士。

### 惑星カーマントー・ドーマ連合

#### 連合自治騎士団
バーガ・ハリ・ダンダグラーダ
騎士団代表オロダムル・ハルの乗騎。
X-3
別名ボルドックス・ジェーム。ウモスから輸入。
ライモンダ
ウモスから輸入。

### ディー・ヨーグン連合
フドー
開発中。設計はユーゴ・マウザー教授。
ズダルダ
生産中。設計はキルリ・セトメ博士。

### ドレンノ連邦
グラーマス
エンジン設計はストーイ・ワーナー博士

### ハプハミトン公国
スコータイ
エンジン設計はストーイ・ワーナー博士。「アルタイ」「シャムラ」と同型騎。旧ルビコン。

### イオタ宇宙騎士団
GTM:20騎前後。
B3型：ブリンガーB3アストラガルス賽星
設計はダイアモンド・ニュートラル。Z.A.P用エンジンを搭載しており、別名B3型ミラージュ。団長ジャコー・クォン・ハッシュの乗騎。旧・彗王丸
デ・ハビラントI
H型ブランデン。設計はダイアモンド・ニュートラル。騎士団補佐三条香の乗騎。
デ・ハビラント
量産騎。